# Seth Lundell
Seth Lundell, född 18 april 1892 i Uppsala, död 23 september 1966 i Uppsala domkyrkoförsamling, var en svensk mykolog.
Seth Lundell var son till bryggeridisponenten Karl Axel Villgott Lundell. Efter realskolexamen vid Karolinska högre allmänna läroverket i Örebro 1908 kom han 1911–1913 att arbeta som tjänsteman vid Postverket. Under militärtjänsten drabbades Lundell av tuberkulos och under konvalescenstiden ägnade han sig mycket åt skogsvandringar och grundade där sitt intresse för svampar. 1917–1934 arbetade Lundell med olika revisionsuppdrag. Efter kontakt med mykologen Lars Romell började han intressera sig för den vetenskapliga delen av svampstudiet, han lärde senare även känna Carl Mörner som fick honom att fördjupa sina studier i mykologin. 1929–1934 var han anställd av Naturhistoriska riksmuseet för ordnandet av Lars Romells svampherbarium. Genom kontakt med John Axel Nannfeldt ordnades 1939 en tjänst för Lundell vid Uppsala universitets botaniska museum som löste Lundells vid den tiden svåra ekonomiska situation och samtidigt gav honom tillgång till museets svampsamlingar och fortsatta svampstudier. Han blev internationellt erkänd genom verket Fungi exsiccati Suecici. Lundell hade tidigt föreslagit utgivandet av en exsickatsamling baserad på Elias Fries, då hans artbeskrivningar är grundläggandet för många av de svenska svamparna. Lundells idé kunde slutligen 1934 förverkligas genom stöd från Elias Frieskommittén och i samarbete med John Axel Nannfeldt, och arbetade med detta fram till sin död. I samband med arbetet beskrev Lundell 13 för vetenskapen nya svamparter. Lundell blev 1943 assistent vid Uppsala universitets botaniska museet, och var 1946–1960 intendent där. Han blev 1942 filosofie hedersdoktor vid Uppsala universitet. Seth Lundell är begravd på Uppsala gamla kyrkogård.